# Leśne Morze
Leśne Morze – powieść autorstwa Igora Newerlego ukończona w 1958 roku i wydana w 1960.

## Powstanie utworu
Utwór powstawał w latach 1954–1958. Pierwotnie publikowany w odcinkach pod tytułem Szu-Hai na łamach „Żołnierza Polskiego” (1956, nr 1–20; 1957 nr 1–14). Fragmenty dotyczące ucieczki z z łagru i dyskusja o stalinizmie zostały usunięte przez cenzurę w wydaniu z 1960 r.

## Czas i miejsce akcji
Akcja powieści dotyczy w dużej mierze życia Polonii Harbinie w czasie II wojny światowej. Toczy się na obszarze Mandżukuo oraz w lasach południowo-wschodniej Mandżurii, którą miejscowa ludność chińska nazywała szu-hai, czyli „leśne morze”. Powieść kończy się wiosną 1943 roku.

## Fabuła
Bohaterem powieści jest młody Polak Wiktor Domaniewski, wychowany na terenach Mandżurii, gdzie mieszają się wpływy chińskie, japońskie i rosyjskie. Historia zaczyna się w dniu, w którym Domaniewski wraca do domu rodziców w tajdze, aby pochwalić im się maturą uzyskaną w polskim Liceum im. Henryka Sienkiewicza w Harbinie. Na miejscu znajduje jednak ruiny i ranną matkę, która umiera na jego rękach. Sprawcami napaści okazują się japońscy żołnierze. Kiedy znów pojawiają się na miejscu, Domaniewski zabija z ukrycia kilku z nich, ratując życie Rosjaninowi, którego pojmali. Obaj uciekają następnie w tajgę, by znaleźć schronienie w domu zaprzyjaźnionego myśliwego Starego Ju. Domaniewski podkochuje się w jego młodej żonie, Chince imieniem Aszyche, która wcześniej była służącą w domu jego koleżanki z harcerstwa w Harbinie.
Jako wytrawny myśliwy, Wiktor ukrywa się w lasach. Po dwóch i pół roku wyrusza do Harbina, gdzie chce sprzedać kolekcję myśliwskich trofeów. Pieniądze mają mu posłużyć na opłacenie podróży do Polski. Wiedząc, że jest ścigany przez Japończyków, Wiktor podaje się za Rosjanina nazwiskiem Potapow. Odwiedza znajomych z czasów nauki w mieście i dowiaduje się, że jego rodzice zginęli, ponieważ ojciec pomagał radzieckiemu szpiegowi nazwiskiem Bagorny, niosącemu do ZSRR raport na temat tajnej, japońskiej Jednostki 731 pod Harbinem. Bagorny obiecuje mu pomóc w przekroczeniu granicy i dostaniu się do ZSRR, a następnie do Polski.
Niestety, w drodze na dworzec Wiktor zostaje aresztowany przez japońską policję i poddany brutalnym przesłuchaniom. Zostaje zdemaskowany i w obliczu śmierci zgadza się przejść na stronę Japończyków i zostać japońskim szpiegiem. Zostaje jednak poddany próbie – musi zabić swojego przyjaciela, polskiego lekarza. Nie potrafi tego zrobić, więc Japończycy zamykają go w izolatce. Po wielu dniach odosobnienia do jego celi trafia lekarz – ma amputowaną nogę, jest w żałosnym stanie, bez przytomności. Lekarzowi towarzyszy kochanka, która tłumaczy, ze oboje zostali wysłani do Jednostki 731, gdzie poddano ich eksperymentom medycznym. Kobieta nie chce tam wrócić i prosi Wiktora, aby zabił ją i lekarza, następując stopą na ich szyje. On spełnia tę prośbę.
Po tej próbie Japończycy tłumaczą Wiktorowi, że zmarnotrawił „materiał badawczy” i będzie musiał go zastąpić. W drodze do Jednostki 731 Wiktor wyskakuje z ciężarówki do rzeki. Następnie spotyka grupkę Polaków, którzy też uciekli z Harbina, i razem uciekają w tajgę, zmierzając w stronę domu Starego Ju.
Na miejscu Wiktor dowiaduje się, że chiński myśliwy został rozszarpany przez tygrysa w dniu jego odejścia. Polski uciekinier i chińska wdowa Aszyche zostają parą i rodzi im się córka. Razem z innymi uciekinierami mieszkają w tajdze. Wkrótce dołącza do nich także Bagorny, który – będąc rannym – próbuje popełnić samobójstwo. Zostaje odratowany.
Na wieść o porażkach Japonii w wojnie na Pacyfiku i sukcesach Armii Czerwonej w Europie bohaterowie próbują zaatakować fort, który Japończycy budują na ruinach domostwa rodziny Domaniewskich. W dniu akcji dowiadują się jednak, że w ich stronę zmierza chiński komunistyczny partyzant Srebrogłowy. Aszyche, która należała do jego oddziału, postanawia wyjść mu naprzeciw. W czasie nocnego spotkania Wiktor odkrywa, że za Srebrogłowego przebrał się Kozak na służbie japońskiej, a za nim postępują Japończycy, którzy chcą w ten sposób wciągnąć partyzantów w zasadzkę. W trakcie walki ginie Aszyche, rzekomy Srebrogłowy i wielu partyzantów.
W tle ludzkiej historii przewija się historia Bezogonnego Wanga, młodego tygrysa syberyjskiego, którego losy stanowią lustrzane odbicie losów Wiktora. Najpierw ludzie zabijają jego matkę i siostrę, potem ukochaną samicę-żonę. W ostatniej scenie powieści Wiktor i Bezogonny Wang – który zabił Starego Ju, umożliwiając mężczyźnie romans z Aszyche – spotykają się. Tygrys odchodzi, nie wyrządzając człowiekowi krzywdy.